# 345 Tercidina
A 345 Tercidina (ideiglenes jelöléssel 1892 O) a Naprendszer kisbolygóövében található aszteroida. Auguste Charlois fedezte fel 1892. november 23-án.